# Concordiasee (Seeland)
Der Concordiasee (lat. concordia „Eintracht“) ist der größte künstliche See im Harzvorland in Sachsen-Anhalt. Er befindet sich etwa acht Kilometer nordwestlich von Aschersleben und grenzt unmittelbar an die zur Stadt Seeland gehörenden Ortsteile Nachterstedt im Süden und Schadeleben im Norden.
Wegen eines Erdrutsches 2009 war er viele Jahre ganz und ist noch heute teilweise gesperrt.

## Geschichte

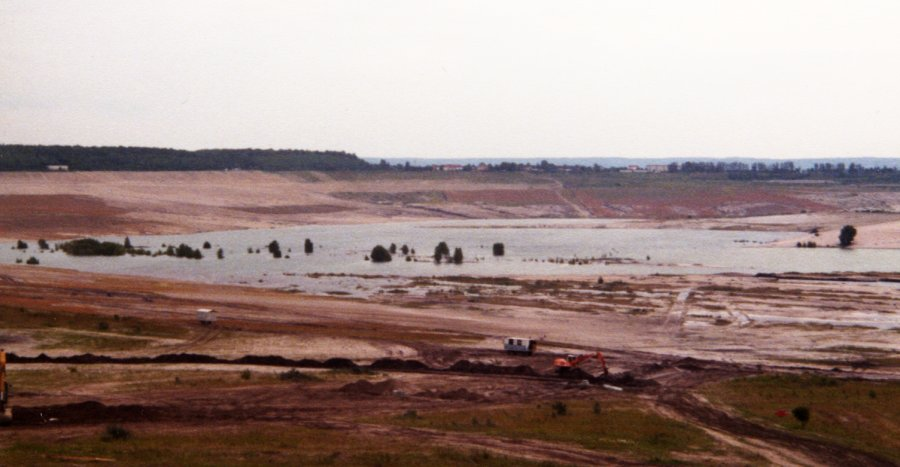
Das Tagebaurestloch 1999

Der Name des Sees ist von der früheren Braunkohlegrube Concordia abgeleitet, welche nach dem Zweiten Weltkrieg als Tagebau Nachterstedt bezeichnet wurde. Im Jahr 1992 begann die Sanierung des Tagebaus, ab 1998 wurde das Restloch mit Wasser aus dem Fluss Selke geflutet. Es entstand ein vielseitig nutzbarer See als Mittelpunkt einer sich entwickelnden Bergbaufolgelandschaft, der Freizeitlandschaft Harzer Seeland. Im Sommer 2002 erreichte der Concordiasee eine Wasserfläche von etwa 300 Hektar. Mit einer Eröffnungsfeier am 17. August 2002 wurde der See offiziell für die wassertouristische Nutzung freigegeben. Seit dem 25. Mai 2005 verkehrte auf ihm regelmäßig in der Saison ein 250 Personen fassendes Fahrgastschiff, die Seelandperle. Im Sommer 2009 umfasste die Wasserfläche 350 ha. Es war das größte touristisch nutzbare Gewässer zwischen Magdeburg und Kassel sowie Braunschweig und Halle (Saale). Der Höchstwasserstand sollte im Jahre 2020 bei etwa 103 m ü. NHN und einer Wasserfläche von 650 Hektar erreicht sein. Als neuer Termin für das endgültige Erreichen der 103-m-Marke wurde 2019 das Jahr 2030 genannt. Die maximale Tiefe des Sees wird dann 61 Meter betragen.

## Erdrutsch 2009 und Folgen

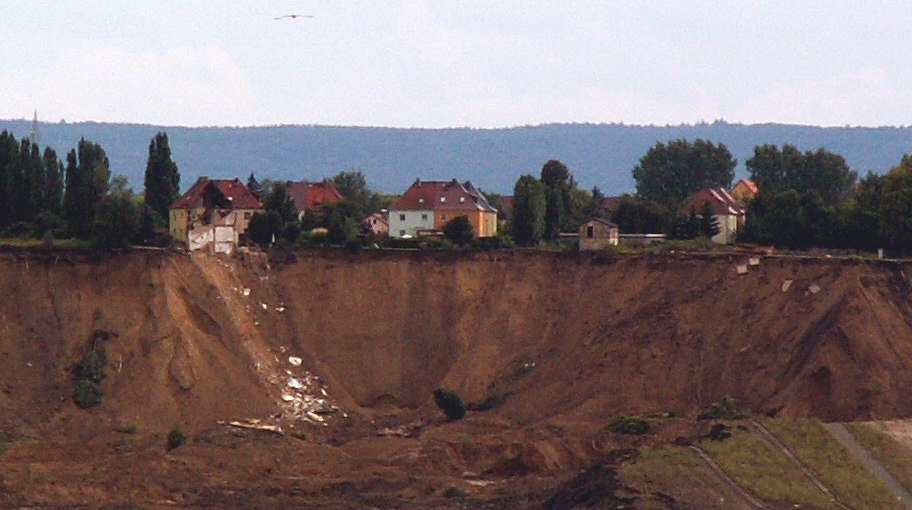
Unglücksort von Schadeleben aus gesehen, Juli 2009

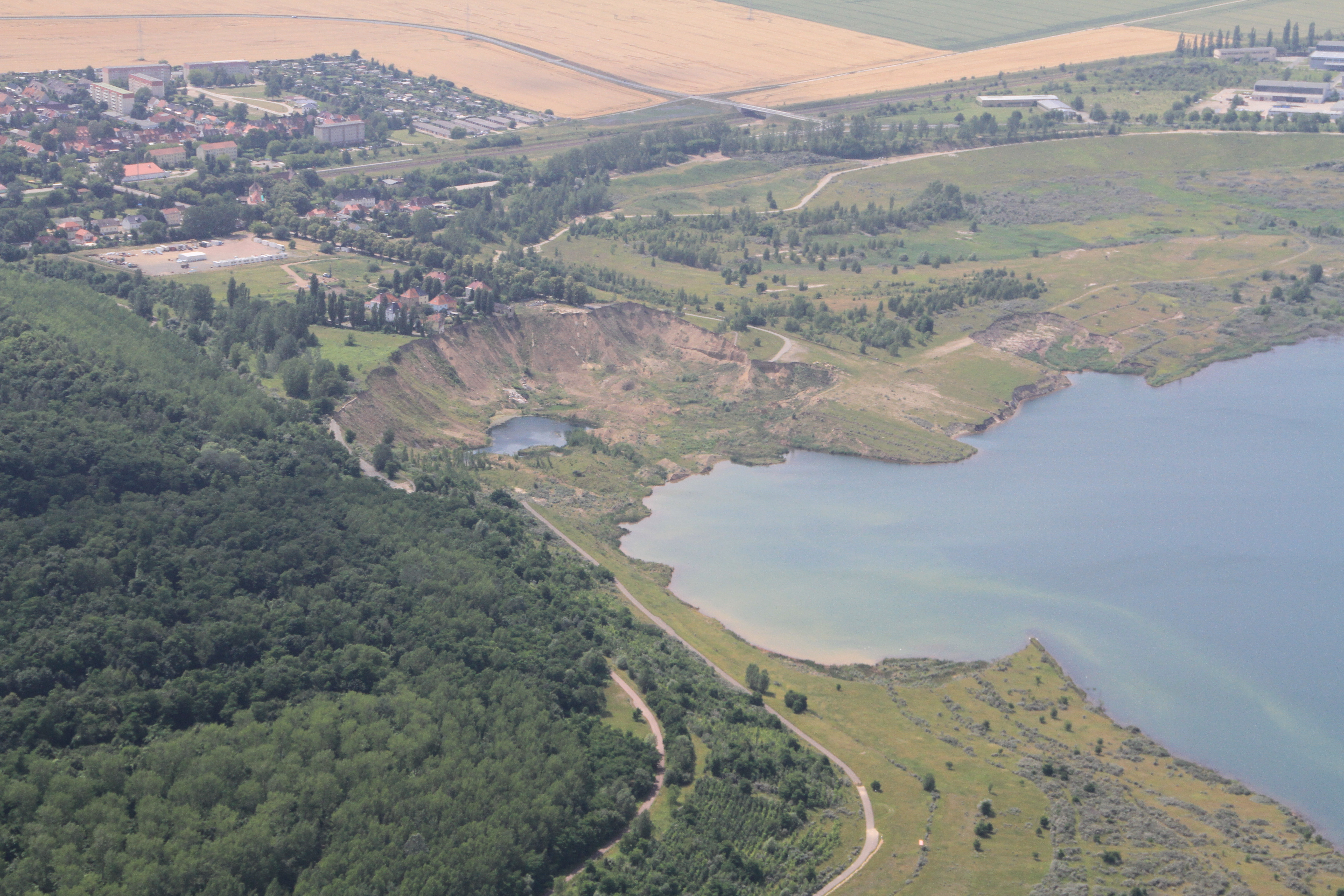
Unglücksort am Concordiasee, Sommer 2012

### Ereignis
Am 18. Juli 2009 rutschte gegen 4:40 Uhr im Bereich des Ortes Nachterstedt ein etwa 350 Meter langer und 150 Meter breiter Landstreifen in den entstehenden See. Dabei wurden ein Doppelhaus, ein Teil eines weiteren Doppelhauses sowie ein Straßenabschnitt mit Aussichtspunkt und Informationskiosk in die Tiefe gerissen; die abgerutschte Erdmasse wird auf 4,5 Millionen Kubikmeter geschätzt. Drei Personen starben, 41 weitere Personen der Siedlung Am Ring wurden obdachlos.
Die Flutwelle drückte auf der gegenüberliegenden Seeseite das Ausflugsschiff Seelandperle aufs Ufer und der Wasserspiegel des Concordiasees stieg, wodurch sich die Seefläche vergrößerte. Das gesamte Seegebiet mit seinem unmittelbaren Umfeld wurde abgesperrt und für einige Tage zum Katastrophengebiet erklärt, weil weitere Erdabbrüche drohten.

### Ursache
Der abgerutschte Standort war Teil einer Tagebaukippe aus der Zeit vor 1926, die in den 1930er Jahren zur Bebauung mit Eigenheimen freigegeben wurde. Es wurde anfänglich vermutet, dass unverfüllte Strecken aus der zweiten Hälfte des 19. Jahrhunderts, als die Kohle noch im Tiefbau gewonnen wurde, Auslöser des Erdrutsches sein könnten. Als wahrscheinliche Ursache erschien zunächst ein Setzungsfließen. Bereits während des aktiven Tagebaubetriebs kam es wiederholt zu derartigen Erdrutschen; nähere Informationen dazu sind im Artikel zum Tagebau Nachterstedt zu finden. Am 16. April 1938 (8 Tote) und am 2. Februar 1959 (1 Toter) kamen dabei Bergleute ums Leben.
Als Auslöser für den Erdrutsch wurde ein leichtes Erdbeben vermutet. Ein Institut der Universität Leipzig hat sechs Minuten vor dem Eingang des ersten Notrufs in Nachterstedt eine Erschütterung von 1,0 auf der Richterskala registriert. Dieses seismische Ereignis stand am Anfang des Erdrutsches. Das Zentrum des Bebens lag außerhalb des Tagebaus. In einem Interview mit der Mitteldeutschen Zeitung sagte Mahmut Kuyumcu, Geschäftsführer der Lausitzer und Mitteldeutsche Bergbau-Verwaltungsgesellschaft (LMBV), dass das um 4:42 Uhr registrierte Beben den Beginn einer langen Ursachenkette darstellt, die zu dem Unglück führte. Der genaue Ort des Bebens konnte noch nicht lokalisiert werden, liegt aber außerhalb des eigentlichen Tagebaus, möglicherweise im Bereich des früheren Braunkohlentiefbaus. Ein zunächst angenommenes reines Setzungsfließen schloss er aus, da die Abbruchkante sehr stabil und der bei einem Setzungsfließen zu erwartende Staffelbruch ausgeblieben sei. Durch die hohe Stabilität der Abbruchkante mehrten sich die Hoffnungen der Bewohner der gesperrten Siedlung, ihre Häuser nochmals betreten zu dürfen. Die Erderschütterung war bereits länger bekannt. Das Landesbergamt Sachsen-Anhalts erklärte dazu, dass diese Messung vermutlich nichts anderes als den Zusammenbruch der mehr als zwei Millionen Kubikmeter Erdmasse dokumentiert, nicht aber ein seismisches Ereignis.
Auch zwei Jahre nach dem Erdrutsch galt die Ursache als ungeklärt. In der ersten Hälfte des Jahres 2011 fanden umfassende Bohrungen und Drucksondierungen statt, um das Unglück aufzuklären und den See wieder für den Tourismus freigeben zu können. Noch immer war der See gesperrt, weil mehrere Uferbereiche hätten abrutschen könnten. 2012 sollten die Ergebnisse der Untersuchungen vorliegen und wenigstens Teilbereiche wieder freigegeben werden.
2016 wurde endgültig festgestellt, dass die Unglücksursache nicht in absichtlichem oder fahrlässigem Handeln begründet ist. Am 29. Juni 2016 fand bei Sanierungsarbeiten ein erneuter Erdrutsch statt, bei dem rund 1,7 Millionen Kubikmeter Erde abrutschten.

### Folgen und weitere Entwicklung

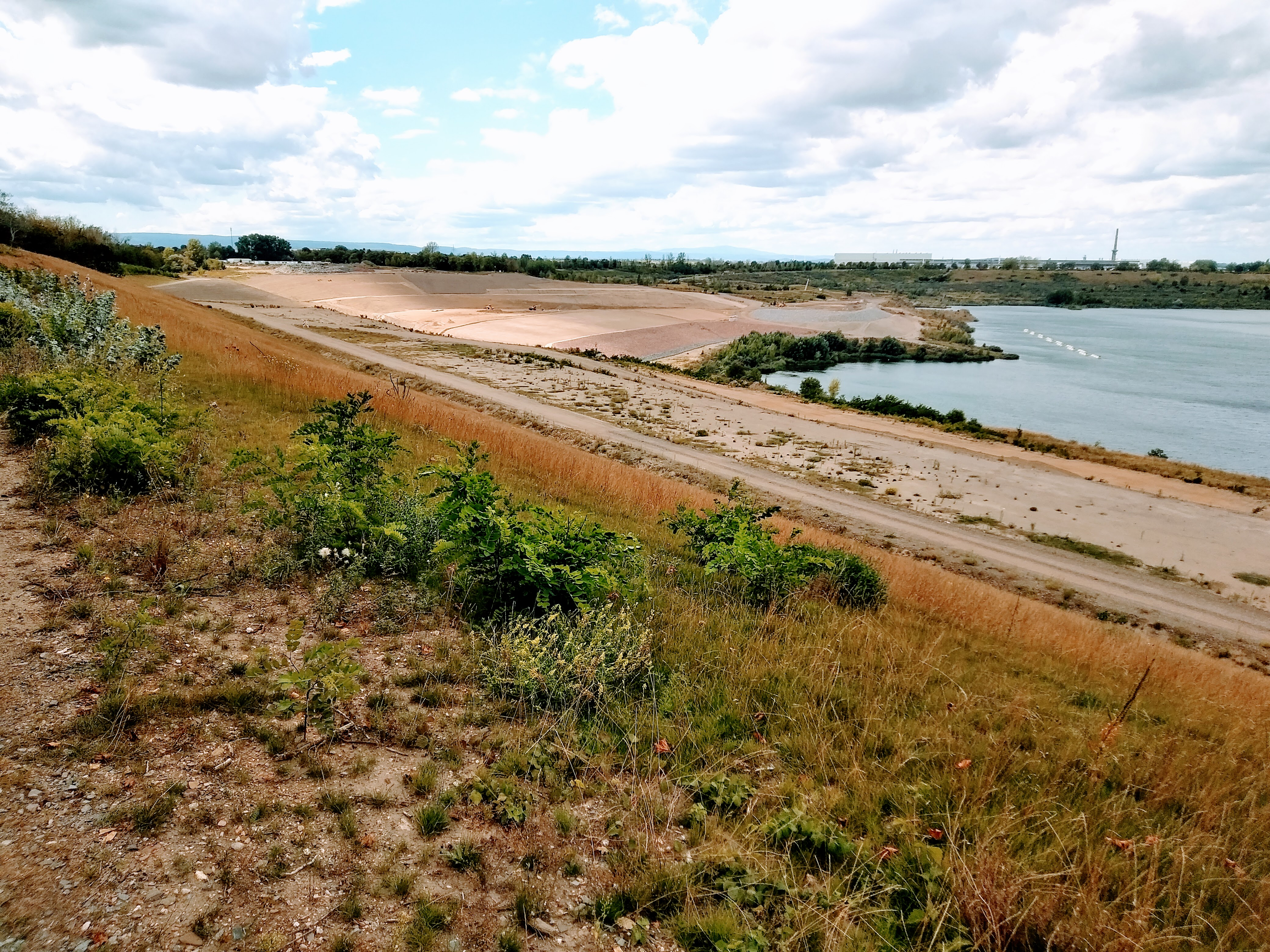
Südwestseite des Concordiasees im August 2020 mit Blick auf die Sanierungsarbeiten. Im Hintergrund der 51 km entfernte Brocken.

Auf Basis der Untersuchung des Concordiasees wurde 2013 entschieden, dass der See noch für weitere zwei Jahre gesperrt bleiben muss. Die somit zunächst zur Saison 2015 geplante Freigabe des Sees und des Badebetriebes wurde aber 2014 auf unbestimmte Zeit verschoben.
Bei Sanierungsarbeiten kam es am 28. Juni 2016 erneut zu einer Rutschung nahe Nachterstedt; ein Baggerfahrer konnte sich retten und wurde nur leicht verletzt. Zur Sicherheit erfolgte eine zeitweilige Sperrung der durch Nachterstedt führenden Bahnstrecke Halle–Halberstadt sowie eine zeitweilige Evakuierung von Einwohnern in der Nähe des Grubenrands.
Im Jahr 2017 wurde eine Teilfreigabe für das Jahr 2019 in Aussicht gestellt. Im Juli 2019 wurde die Nordseite des Sees bei Schadeleben tatsächlich wieder für den Tourismus freigegeben. Ungefähr 220 Hektar der Seefläche können seitdem wieder von Badegästen und Wassersportlern genutzt werden. Die Südseite des Sees und der Uferbereich außerhalb der Badestelle am Nordufer bleiben gesperrt.
Im Jahr 2026 soll laut Planungen des Sanierers LMBV die Beseitigung der Schäden der beiden Böschungsrutschungen von 2009 und 2016 abgeschlossen sein. Ab dem Jahr 2029 ist die weitere Flutung des Sees geplant, die 16 Jahre andauern soll, bis der Pegel von 103 Metern erreicht ist. Mit einer Freigabe des gesamten Concordiasees sei im Jahr 2045 zu rechnen.

## Nutzung
Im September 2022 nutzten zwei italienische Löschflugzeuge den Concordiasee als Löschwasserreservoir. Sie waren an der Bekämpfung eines Waldbrandes am Brocken im Harz beteiligt.